# Admontia degeerioides
Admontia degeerioides är en tvåvingeart som först beskrevs av Daniel William Coquillett 1895.
Admontia degeerioides ingår i släktet Admontia och familjen parasitflugor. Inga underarter finns listade i Catalogue of Life.